# Fluchtung
Als Fluchtung, Fluchten oder Alignement [a.li.ɲə.mɑ̃] (französisch für „Ausrichtung“, „schnurgerade Reihe“, „Bauflucht“) wird in der Vermessung das Ausrichten von Punkten entlang einer geraden Linie und das Einweisen in eine Gerade bezeichnet. Die Flucht ist hierbei die gerade Linie oder die Anordnung in gerader Linie. Einfluchten ist das Einweisen von einzelnen Punkten wie Fluchtstäben in eine Gerade, deren Anfangs- und Endpunkt signalisiert sind. Ausfluchten steht eher für das Ausrichten von mehreren Punkten entlang einer Geraden (Ausfluchten einer Geraden), wird aber manchmal auch für das Verlängern einer Geraden verwendet.
Beim Fluchten wird in der Regel nur die horizontale Abweichung von der Bezugsgeraden betrachtet. Strenggenommen werden Punkte daher in eine vertikale Ebene eingefluchtet. Die Verfahren reichen vom Fluchten mit Fluchtstäben und bloßem Auge über die Verwendung eines Theodolits bis zu speziellen Fluchtungs- oder Alignierinstrumenten. Bei Deformationsmessungen ist auch das Bestimmen kleiner Abweichungen von einer Bezugsgeraden Gegenstand der Fluchtung.
Im Maschinenbau bedeutet das genaue Ausrichten von Bauteilen durch Ausfluchten oft auch die gleichmäßige Unterstützung von Achsen. Fluchtungsfehler z. B. durch kleine Bodenwellen können Abnutzung an Maschinen und Produktionsfehler verursachen. Im Handwerk spielt Fluchten ebenfalls eine Rolle, z. B. beim Eindrehen von Senkschrauben, bei der Passung einzelner Holzteile von Möbeln oder von flächigen Elementen wie etwa Außenverkleidungen beim Hausbau.
Die Deckpeilung in der Schifffahrt ist eine Fluchtung, bei der eine Linie aus zwei Markierungen verlängert wird.

## Fluchtung mit Fluchtstäben
Die Endpunkte der Geraden werden mit senkrecht stehenden Fluchtstäben signalisiert. Dann visiert man vom Anfangspunkt zum Endpunkt und weist einen dritten Stab so ein, dass er in der Geraden steht. Sollen mehrere Punkte in eine Gerade eingefluchtet werden, beginnt man mit dem entferntesten Punkt. Bei kurzen Entfernungen können auch Schnurlote verwendet werden.
Mit bloßem Auge sind bei bis zu 200 m langen Messungslinien Genauigkeiten von 2 bis 3 Stabdicken erreichbar. Mit einem Winkelprisma ist es möglich, sich ohne zweite Person allein zwischen zwei signalisierten Punkten einzufluchten. Bei höheren Genauigkeitsanforderungen oder bei steilem oder welligem Gelände ist ein Theodolit zu verwenden, der auf einem Punkt der Geraden aufgestellt und dessen Richtung zu einem zweiten Punkt der Geraden eingestellt wird.
Das Fluchten wird bei Katastervermessungen im Orthogonal- und Einbindeverfahren oder im Bauwesen angewandt, um Geraden abzustecken, Schnittpunkt von Geraden zu bilden oder Punkte neu aufzumessen. Sind Punkte seitlich der ausgefluchteten Gerade aufzumessen, wird der Lotfußpunkt in der Geraden (Messungslinie) mit einem Winkelprisma so bestimmt, dass dort ein rechter Winkel besteht.

## Mechanische Fluchtung
Bei der mechanischen Fluchtung wird die Gerade durch eine Schnur oder einen Draht realisiert, der gespannt und über den Endpunkten zentriert wird. Im Bauwesen verwendet der Polier dafür auch manchmal eine elastische Schlagschnur. Mit etwas Kreide versehen, kann damit die ganze Linie markiert werden. Der Tapezierer markiert so auch Linien gleicher Höhe.
Mit Perlonschnüren kann auf Längen bis 25 m eine Genauigkeit von 2 mm erreicht werden, mit Drähten und Drahtspannvorrichtungen kann sie auch auf größeren Längen unter 1 mm liegen. Da Schnüre oder Drähte vom Wind beeinflusst werden, ist dieses Verfahren bei hohen Genauigkeitsanforderungen nicht im Freien geeignet, bietet sich aber z. B. für die Überwachung im Innern von Talsperrenmauern an. Mit elektrischen Sensoren können kontinuierlich Veränderungen erfasst werden.

## Optische Fluchtung mit Fernrohr
Bei höheren Genauigkeitsanforderungen werden Theodolite oder spezielle Alignierinstrumente verwendet. Anwendungsbereiche der Ingenieurgeodäsie sind Deformationsmessungen oder das industrielle Messwesen. Das Instrument wird auf einem Punkt der Geraden aufgestellt und auf eine Zielmarke eingestellt. Dann werden Zwischenpunkte eingefluchtet oder – insbesondere bei Deformationsmessungen – deren seitliche Abweichung bestimmt.
Alignierinstrumente haben keine Teilkreise, jedoch ein stark vergrößerndes und kippbares Fernrohr. Bei Deformationsmessungen werden bewegliche Zielzeichen an den Messpunkten in den Zielstrahl bewegt. Die Größe der Verschiebung gibt an, wie sich der Messpunkt bewegt hat. Eine Messgenauigkeit unter 1 mm bei einer 400 m langen Linie ist nachweisbar. Es gibt auch Alignierinstrumente, die die horizontale Abweichung mit einem Planplattenmikrometer messen.

## Fluchtung mit Laser
Unter Laserfluchtung versteht man die Absteckung einer Geraden unter Zuhilfenahme eines sichtbaren Laserstrahls. Der Laserstrahl kann horizontal, vertikal oder mit der gewünschten Neigung eingestellt und für die Dauer der Arbeiten fixiert werden. Die Flucht kann dadurch jederzeit direkt am Ort des Bauens an beliebigen Zwischenpunkten der Geraden festgelegt oder überprüft werden. Laser sind vor allem bei schlechten Sichtverhältnissen (z. B. Dunkelheit) nützlich, außerdem wird keine zweite Person am Laser für die Einweisung benötigt. Lasergeräte eignen sich gut für die Steuerung von Bau- und Vortriebsmaschinen im Verkehrswege-, Leitungs- und Tunnelbau.
Durch Auffächerung des Strahls kann auch eine Bezugsebene realisiert werden. Eine horizontale Bezugsebene kann für Nivellieraufgaben verwendet werden, eine vertikale eignet sich für Lotungen und Fluchtungen.
Wenn die Laserquelle innerhalb eines vor Wind und Berührung schützenden Gehäuses sich wie ein Lot frei nach der Schwerkraft auspendeln kann, können ja nach Austrittsrichtung vertikaler Strahl und/oder horizontale Strahlen oder vertikale Fächer und horizontaler Fächer gebildet werden. Solche selbstnivellierenden Laser – seit 2000 in Baumärkten erhältlich – bilden oft drei zueinander rechtwinkelige Fächer oder Strahlen aus und können zum winkeltreuen Errichten von Wänden, Verfliesung oder Einbau von Türen und Möbel dienen.

## Fluchtung bei Sichthindernissen
Bei der Absteckung von Geraden im Gelände kann es vorkommen, dass keine durchgehende Sichtverbindung vom Anfangs- zum Endpunkt besteht. Für solche Fälle wurden besondere Verfahren entwickelt.
Das gegenseitige Einweisen oder Einfluchten wird angewandt, wenn beide Endpunkte nicht zugänglich sind (z. B. Hausecken) oder wegen einer Bodenerhebung nicht gegenseitig sichtbar sind. Dazu werden zwei Fluchtstäbe 1 und 2 näherungsweise in die abzusteckende Verbindungslinie A–E gestellt, so dass diese in etwa drei gleich große Teile geteilt wird. Dann wird nacheinander der Stab 1 in die Linie A–2 und der Stab 2 in die Linie 1–E eingefluchtet, bis sich keine Veränderungen mehr ergeben.
Ist eine alte Messungslinie verbaut oder zugewachsen, kann sie abgesetzt werden. Dazu wird in einem bestimmten Abstand eine parallele Messungslinie gebildet, in die Zwischenpunkte eingefluchtet werden. Von diesen Zwischenpunkten muss das abgesetzte Maß zurückgemessen werden, um einen Zwischenpunkt der ursprünglichen Linie zu erhalten.
Mit modernen Tachymetern oder satellitengeodätische Verfahren (GPS) lassen sich Punkte einer Geraden abstecken, deren Endpunkte koordinatenmäßig bekannt sind. Dazu wird ein Punkt aufgemessen, die Abweichung von der Geraden rechnerisch ermittelt und die Lage anschließend korrigiert, bis er genau genug auf der Geraden liegt. Bei der Absteckung eines Gebäudes auf ein Schnurgerüst kann so die Absteckung von einem Instrumentenstandpunkt erfolgen.